# Pauline von Metternich
Paulina de Metternich (en alemán, Pauline von Metternich) (Coblenza, 29 de noviembre de 1771-Viena, 23 de junio de 1855) fue una princesa alemana, conocida por ser hermana de Clemente de Metternich, hombre político clave de la Europa de la Restauración.

## Biografía
Fue una de los cuatro hijos habidos del matrimonio entre el conde Francisco de Metternich y esposa, la condesa Maria Beatriz von Kageneck. Tuvo por hermanos a:
- Clemens Wenzel (1773-1859), casado en primeras nupcias con Eleonore von Kaunitz; en segundas, con Maria Antonia von Leykam; y en terceras con Melanie Zichy-Ferraris. Con descendencia de los tres matrimonios.
- Joseph (1774-1830), casado con la princesa Juliane Sulkowska (1776-1839).
- Friedrich Ludwig (1777-1778), muerto con catorce meses de edad.

El 23 de febrero de 1817, en Marsella, contrajo matrimonio con el duque Fernando de Wurtemberg, hijo de Federico II Eugenio, duque reinante de Wurtemberg. Fernando estaba divorciado de la princesa Albertina de Schwarzburg-Sondershausen (1771-1829).Tras su matrimonio, Fernando de Wurtemberg sería nombrado gobernador de la fortaleza de Maguncia por Luis I, gran duque de Hesse.

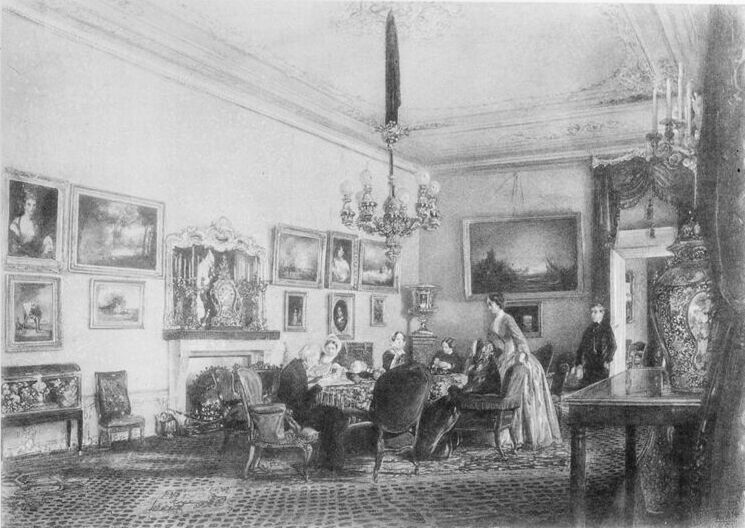
Paulina (tercera por la izquierda) junto con la familia de su hermano Clemente.

Paulina jugo un papel político en apoyo de su hermano durante el Congreso de Troppau en 1820. Al ser su marido tío materno de Alejandro I de Rusia, Paulina pudo hacerse querer de este último durante la estancia en Troppau (actual Opava en la República Checa), apoyando de esta forma a su hermano Clemente en las negociaciones.Alejandro I de Rusia la llamaba ma chère tante, en francés, mi querida tía.
Tras la muerte de su marido en 1834, pasó a vivir con la familia de su hermano Clemente y su tercera esposa, Melania. 

Durante el tiempo de exilio de su hermano, tras la Revolución de marzo, permaneció en Viena.En 1851 cumplió los ochenta años y su cuñada Melanie escribía en su diario que: 
[Pauline] porte admirablement son âge

(en francés, [Paulina] lleva admirablemente su edad)
Murió el 23 de junio de 1855 en el barrio de Hietzing en Viena, en que se enclavaba el palacio de Schonbrunn. Su hermano Clemente escribió sobre su muerte:
Une nouvelle épreuve m'était réservée; mais elle n'est pas au nombre des épreuves imprévues. Tout dans cet événement est conforme aux lois de la nature, contre lesquelles personne ne peut se révolter, ce qui est précisément aussi dans l'ordre naturel des choses.

en francés: Me esperaba una nueva prueba, pero no era una de esas pruebas imprevistas. Todo en este acontecimiento se ajusta a las leyes de la naturaleza, contra las que nadie puede rebelarse, que es también precisamente el orden natural de las cosas.

## Cargos y órdenes

### Órdenes
- Dama de segunda clase de la Orden de la Cruz Estrellada.[12]

### Cargos
- Dama de palacio de la emperatriz de Austria.[12]